# Аэроп (военачальник)
Аэроп или Аероп (др.-греч. Ἀέροπος; IV век до н. э.) — македонский военачальник.

## Биография
Возможно, Аэроп был царём верхнемакедонской горной области Линкестиды, чьи владения в 359 году до н. э. захватил правитель иллирийских племён Бардил. Филипп II смог изгнать Бардила с его войсками иллирийцев из Македонии, но Линкестида потеряла самостоятельность. Царский род Линкестидов стал одной из аристократических семей при македонском дворе. Аэроп принадлежал к той части верхнемакедонской знати, которая смирилась с покорением их областей царём Македонии Филиппом II в обмен на признание его высокого статуса и предоставление командных должностей в македонской армии. Одновременно, Линкестиды не теряли надежду когда-нибудь восстановить свою былую самостоятельность.
Полиэн приводил рассказ про то, как во время войны македонян с Фивами военачальники Аэроп и Дамасипп привели в воинский лагерь с постоялого двора умеющую играть на псалтерии женщину. Узнав об этом, царь Филипп II изгнал обоих полководцев из страны. Очевидно, что тяжесть такого наказания явно не согласуется с характером проступка. По всей видимости, это просто оказалось поводом для попытки умалить влияние опасных соперников династии Аргеадов. Не случайно Плутарх при описании событий, последовавших после убийства Филиппа II в 336 году до н. э., писал, что «вся Македония таила в себе опасность, тяготея к Аминте и сыновьям Аэропа».
У Аэропа, предположительно, было трое сыновей. Двое из них, Аррабей и Геромен, были казнены при восшествии Александра Македонского на престол. Но младший — Александр, зять Антипатра, вначале не только сохранил свою жизнь, но и был принят в свиту нового царя, получив под свое начало фессалийскую конницу. Впоследствии, по обвинению в заговоре Александра Линкестийца арестовали, а затем казнили.

### Исследования
- Мубаракшин А. Э. Правящая элита Линкестиды до покорения Аргеадами // Известия общества археологии, истории и этнографии при Казанском университете. — 2023. — Т. 43, № 1. — С. 16—44. — ISSN 2312-3400. — doi:10.26907/2312-3400.2023.1.16-44.
- Уортингтон Йен[нем.]. Филипп II Македонский. — СПб.—М.: Евразия — ИД Клио, 2014. — 400 с. — ISBN 978-5-91852-053-6.
- Шифман И. Ш. Александр Македонский / ответственный редактор Э. Д. Фролов. — Л.: Наука, 1988. — ISBN 5-02-027233-7.
- Шофман А. С. История античной Македонии. — Казань: Издательство Казанского университета, 1963. — Т. 2: Македония и Рим. — 434 с.
- Heckel W. Who's Who in the Age of Alexander and his Successors. From Chaironea to Ipsos (338—301 BC) (англ.). — Barnsley: Greenhill Books, 2021. — 554 p. — ISBN 978-1-78438-648-1.
- Kirchner J.[нем.]. Aeropos 6 // Paulys Realencyclopädie der classischen Altertumswissenschaft :  [нем.] / Georg Wissowa. — Stuttgart : J. B. Metzler’sche Verlagsbuchhandlung, 1893. — Bd. I, 1. — Kol. 679.